# Harald Nielsen
Harald Ingemann Nielsen (Frederikshavn, 26 ottobre 1941 – Klampenborg, 11 agosto 2015) è stato un calciatore danese, di ruolo attaccante.

## Carriera

### In Danimarca
Iniziò la carriera nella squadra della sua città natale, il Frederikshavn fI, che giocava nel secondo livello danese. Debuttò nel marzo del 1959 e subito conquistò il titolo di capocannoniere contribuendo alla promozione della sua squadra. Il 13 settembre dello stesso anno, a nemmeno 18 anni compiuti, fece il suo esordio in Nazionale a Oslo contro la Norvegia, e per questo fu il più giovane calciatore danese ad aver indossato la maglia della Nazionale. La Danimarca vinse 4-2, grazie anche ad una sua rete.
Nel marzo del 1960 esordì nella massima serie danese segnando una tripletta. Al termine del campionato la sua squadra giunse al quinto posto e Nielsen fu nuovamente capocannoniere. Nell'estate del 1960 partecipò con la sua Nazionale ai Giochi Olimpici di Roma: la Danimarca conquistò la medaglia d'argento, venendo sconfitta in finale dalla Jugoslavia per 2-1, e Nielsen fu secondo nella classifica dei marcatori con 6 reti, a pari merito con lo jugoslavo Kostić e alle spalle del capocannoniere Galić, anch'egli jugoslavo.
Quando, nel 1961, all'età di 20 anni, Nielsen si trasferì in Italia per giocare nel Bologna, dovette rinunciare alla Nazionale per via del regolamento allora in vigore in Danimarca, che escludeva dalla Nazionale i giocatori che militavano in campionati professionisti. A causa di questa regola, abolita solo nel 1971, Nielsen non poté più indossare la maglia della Nazionale danese, con la quale aveva segnato fino a quel momento 15 reti in 14 partite.

### In Italia
Fu ingaggiato dal Bologna, con cui esordì nel campionato italiano nella stagione 1961-62. Nei due tornei successivi vinse sempre la classifica marcatori, aggiudicandosi anche lo Scudetto nel 1963-64: segnò la rete del definitivo 2-0 nello spareggio contro l'Inter.
L'anno seguente giocò in Coppa dei Campioni, andando a segno contro l'Anderlecht nella gara di ritorno del primo turno: il Bologna fu eliminato dal lancio della monetina, dopo che la "bella" si era conclusa in parità. Dopo l'addio ai felsinei, giocò per l'Inter, il Napoli e la Sampdoria.

## Statistiche

### Presenze e reti nei club
| Stagione             | Squadra              | Campionato           | Campionato | Campionato | Coppe nazionali | Coppe nazionali | Coppe nazionali | Coppe continentali | Coppe continentali | Coppe continentali | Altre coppe | Altre coppe | Altre coppe | Totale | Totale |
| Stagione             | Squadra              | Comp                 | Pres       | Reti       | Comp            | Pres            | Reti            | Comp               | Pres               | Reti               | Comp        | Pres        | Reti        | Pres   | Reti   |
| -------------------- | -------------------- | -------------------- | ---------- | ---------- | --------------- | --------------- | --------------- | ------------------ | ------------------ | ------------------ | ----------- | ----------- | ----------- | ------ | ------ |
| 1959                 | Frederikshavn        | 2.D                  | 21         | 19         | CD              | 0               | 0               | -                  | -                  | -                  | -           | -           | -           | 21     | 19     |
| 1960                 | Frederikshavn        | 1.D                  | 22         | 19         | CD              | 0               | 0               | -                  | -                  | -                  | -           | -           | -           | 22     | 19     |
| gen.-lug. 1961       | Frederikshavn        | 1.D                  | 6          | 5          | CD              | 0               | 0               | -                  | -                  | -                  | -           | -           | -           | 6      | 5      |
| Totale Frederikshavn | Totale Frederikshavn | Totale Frederikshavn | 49         | 43         |                 | 0               | 0               |                    | -                  | -                  |             | -           | -           | 49     | 43     |
| 1961-1962            | Bologna              | A                    | 16         | 8          | CI              | 0               | 0               | -                  | -                  | -                  | CM          | 9           | 11          | 25     | 19     |
| 1962-1963            | Bologna              | A                    | 29         | 19         | CI              | 0               | 0               | -                  | -                  | -                  | CM          | 1           | 0           | 30     | 19     |
| 1963-1964            | Bologna              | A                    | 31+1       | 21+1       | CI              | 2               | 2               | -                  | -                  | -                  | CM          | 2           | 2           | 36     | 26     |
| 1964-1965            | Bologna              | A                    | 31         | 13         | CI              | 1               | 0               | CC                 | 3                  | 1                  | -           | -           | -           | 35     | 14     |
| 1965-1966            | Bologna              | A                    | 29         | 12         | CI              | 0               | 0               | -                  | -                  | -                  | -           | -           | -           | 29     | 12     |
| 1966-1967            | Bologna              | A                    | 21         | 8          | CI              | 0               | 0               | CdF                | 5                  | 4                  | -           | -           | -           | 26     | 12     |
| Totale Bologna       | Totale Bologna       | Totale Bologna       | 157+1      | 81+1       |                 | 3               | 2               |                    | 8                  | 5                  |             | 12          | 13          | 181    | 102    |
| 1967-1968            | Inter                | A                    | 7          | 2          | CI              | 4               | 2               | -                  | -                  | -                  | -           | -           | -           | 11     | 4      |
| 1968-1969            | Napoli               | A                    | 10         | 2          | CI              | 4               | 2               | CdF                | 0                  | 0                  | -           | -           | -           | 14     | 4      |
| 1969-1970            | Sampdoria            | A                    | 4          | 0          | CI              | 3               | 0               | -                  | -                  | -                  | CdA         | 0           | 0           | 7      | 0      |
| Totale carriera      | Totale carriera      | Totale carriera      | 227+1      | 128+1      |                 | 14              | 6               |                    | 8                  | 5                  |             | 12          | 13          | 262    | 153    |

## Riconoscimenti
È entrato a far parte della Hall of fame del calcio danese.

## Palmarès

### Club

#### Competizioni nazionali
- Campionato italiano: 1

Bologna: 1963-1964

#### Competizioni internazionali
- Coppa Mitropa: 1

Bologna: 1961

### Nazionale
- Argento olimpico: 1

Roma 1960

### Individuale
- Calciatore danese dell'anno: 1

1961
- Capocannoniere della Superligaen danese: 1

1960 (19 gol)
- Capocannoniere della Serie A: 2

1962-1963 (19 gol, ex aequo con Pedro Manfredini), 1963-1964 (21 gol)
- Capocannoniere della Coppa Mitropa: 1

1962 (11 gol)